# Phymatoctenus tristani
Phymatoctenus tristani är en spindelart som beskrevs av Eduard Reimoser 1939. Phymatoctenus tristani ingår i släktet Phymatoctenus och familjen Ctenidae.
Artens utbredningsområde är Costa Rica. Inga underarter finns listade i Catalogue of Life.